# Homalomena
Homalomena é um género botânico da família Araceae. Estima-se ser composta por cerca de 80-150 espécies. Homalomena são encontradas principalmente no sul da Ásia e no sudoeste do Pacífico, mas existem algumas espécies que são conhecidos por ser indígena para a América do Sul. Muitas Homalomena têm um forte cheiro de anis. O nome deriva, aparentemente, de um nome vernáculo mi traduzido do malaio, traduzido como homalos, ou seja, plana, e mene = lua.

## Espécies
| - Homalomena humilis - Homalomena polyandra - Homalomena rubescens - Homalomena rubra - Homalomena sagittifolia - Homalomena sulcata - Homalomena wallisii |